# Chrioloba costimacula
Chrioloba costimacula är en fjärilsart som beskrevs av Alfred Ernest Wileman och South 1917. Chrioloba costimacula ingår i släktet Chrioloba och familjen mätare. Inga underarter finns listade i Catalogue of Life.